# Piestriecy
Piestriecy (ros. Пестрецы) – wieś (sieło) w Rosji, w Tatarstanie, ośrodek administracyjny rejonu piestrieczyńskiego. W 2010 liczyła 8102 mieszkańców.